# 约瑟夫·图拉涅茨

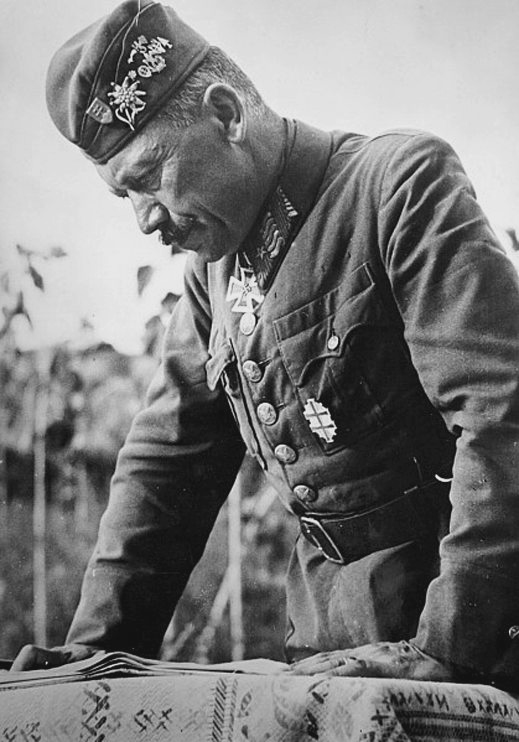
约瑟夫·图拉涅茨

约瑟夫·图拉涅茨（Jozef Turanec，1892年3月7日－1957年3月9日）是第二次世界大战期间的一位斯洛伐克將軍。他曾在第一次世界大战期间服役于奧匈帝國陸軍，之后在捷克斯洛伐克人民軍担任军官，最终成為斯洛伐克共和國陆军二级上将。
图拉涅茨还曾参加过斯洛伐克入侵波兰的軍事行動。巴巴羅薩行動期间，他曾拥有斯洛伐克远征军的部分指挥权。在1941年12月的羅斯托夫戰役后获颁騎士鐵十字勳章。战后，他因叛国罪而被判处30年监禁，最终在1957年死于利奧波多夫的狱中。